# Pierre-Jules Boulanger
Pierre-Jules Boulanger (Sin-le-Noble, 10 marzo 1885 – Broût-Vernet, 11 novembre 1950) è stato un progettista e dirigente d'impresa francese.

## Biografia

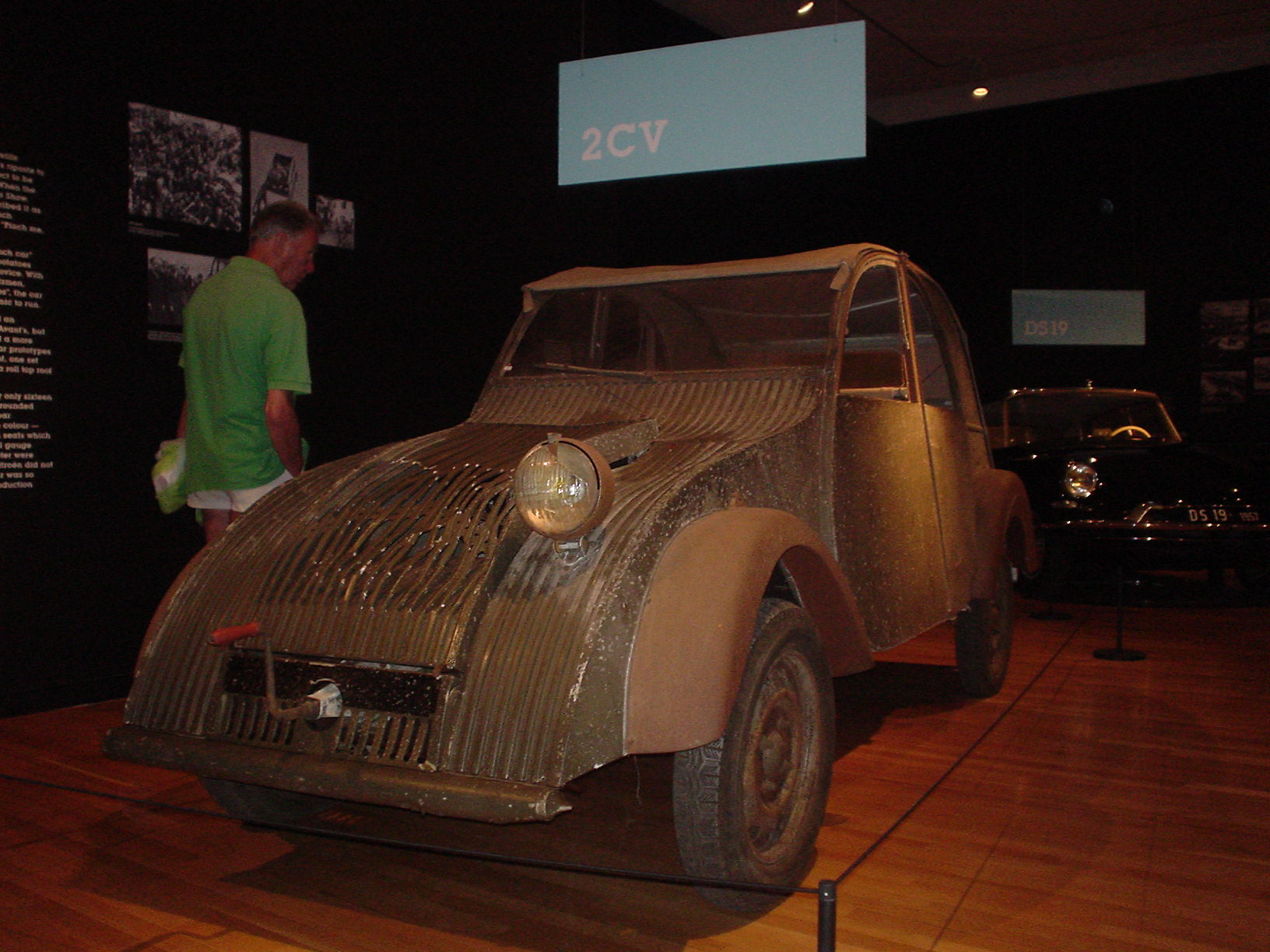
Un prototipo dalla Citroën 2CV

Nato da una famiglia della campagna francese, Pierre-Jules Boulanger inizia gli studi di belle arti, ma deve presto interromperli per problemi familiari che lo costringono ad iniziare la vita lavorativa.
Durante il servizio militare (1906-1908) viene assegnato all'aeroporto militare di Satory (Versailles) dove conosce Marcel Michelin, nipote di Édouard il fondatore dell'azienda omonima.
Congedato, parte per cercare migliore fortuna negli Stati Uniti, dove eserciterà diversi mestieri e da dove tornerà, nel 1914, a causa mobilitazione generale francese alla prima guerra mondiale. Impiegato come caporale fotografo d'aviazione, ritroverà Marcel Michelin come commilitone. Al termine del conflitto, Boulanger verrà congedato con un brillante stato di servizio, con il grado di capitano e decorato con la croce di guerra e la legion d'onore.
Tramite il nipote Marcel avrà la possibilità di incontrare Édouard Michelin, del quale diventerà diretto collaboratore fino ad assumere le più alte cariche dirigenziali nella Michelin.
Nel dicembre 1934, malgrado il sostegno economico della Michelin, la Citroën è costretta al fallimento. Ciò in dipendenza dei grandi investimenti per la realizzazione della "Traction-avant" e della gestione troppo "assistenzialista" di André Citroën il quale muore l'anno successivo.
La Michelin comprende che il patrimonio tecnologico accumulato dalla Citroën è troppo importante per andare disperso e, quindi, rileva il pacchetto azionario e mette Boulanger a dirigere l'azienda. La situazione in Citroën è drammatica, ma Boulanger ha idee chiare ed il coraggio di applicarle. Immediatamente effettua una serie di licenziamenti di personale in soprannumero, riduce gli stipendi e taglia le produzioni ritenute a rischio. La "Citroën" modello 22-V8, pronta per il lancio, verrà accantonata sine die. Tutte le carte vengono puntate sulla "Traction-avant", il che risolleverà le sorti dell'azienda.
Avuta notizia delle iniziative di Mussolini per la realizzazione di un'automobile di grande diffusione (Fiat 500), cui Hitler aveva fatto subito eco con la "Maggiolino", Boulanger prende in considerazione le proposte di Flaminio Bertoni per un'automobile di piccola cilindrata, avviando il progetto T.P.V. (sigla di Très Petite Voiture, "auto molto piccola"). Dopo le traversie dovute al secondo conflitto mondiale, la "T.P.V." venne presentata al Salone di Parigi del 1948 con il nome di "2CV" e diverrà un successo planetario.
Boulanger non potrà vedere il successo della 2CV, così come André Citroën non aveva potuto vedere quello della Traction-avant: proprio al volante di quest'ultimo modello, il "tiranno immaginifico" (come lo definiva Bertoni) troverà la morte in un incidente stradale a Broût-Vernet, l'11 novembre 1950.